# Careaçu
Careaçu é um município brasileiro do estado de Minas Gerais. Sua população recenseada em 2022 era de 6 816 habitantes.

## Topônimo
Em tupi care significa "volta" e açu, "grande". A vila recebeu este nome em homenagem a grande volta que o rio Sapucaí faz perto da cidade.

## Rodovias
O município é cortado por uma das principais rodovias do Brasil que é a BR 381 ou Fernão Dias e também pela MG-456 e MG-458 que faz a ligação com as cidades de Heliodora, Natércia e Lambari e com vários bairros da zona rural como a Pedra Preta, Penha, Brejão, Corrego Fundo, Timbó, Fortes entre outros.

## Atrações
A cidade possui uma excelente festa no mês de maio chamado "Agita Careaçu", uma festa esportiva que possui eventos como vôlei de areia na praça, corrida rústica,trilha de moto, shows e campeonato de som automotivo. Em Julho é comemorada a festa da padroeira, com atividades religiosas e atrações festivas, como shows,bailes e cervejadas.